# Praga magica
(explicit di Praga magica)
Praga magica è un saggio-romanzo dello scrittore, poeta, saggista, nonché maggiore slavista italiano, Angelo Maria Ripellino pubblicato dalla casa editrice Einaudi nel 1973 e si presenta come una dotta guida della "capitale magica d'Europa" che riassume, in un perfetto e completo compendio, la storia e le arti che le hanno dato un'impronta indelebile.

## Trama
È questa l'opera della maturità dello scrittore che denota la sua grande conoscenza per la storia e la letteratura praghese e la sua passione per quella città piena di fascino che ha visto nascere nei secoli una grandissima fioritura culturale.
Ampio spazio è riservato alla figura di Rodolfo II d'Asburgo, l'imperatore che stabilì a Praga la propria residenza e vi attirò pittori e scultori, poeti, orafi, astrologhi, alchimisti e ciarlatani da ogni parte d'Europa; il saggio ricollega opere, eventi e personaggi a partire dal periodo in cui visse questo personaggio-chiave nella storia della città, sino ad arrivare alle avanguardie del Novecento con continui rimandi e immediate comparazioni.
In capitoli brevi e numerati, l'autore procede lentamente e in modo apparentemente disordinato descrivendo con una materia ricchissima un mondo fatto di letteratura, di storia dove sempre vivo è, per esso, il sentimento di nostalgia: in un libro a tal punto "barocco e labirintico", Praga viene descritta attraverso un percorso fatto di memorie affettuose, come una città che possiede tesori profondi ma anche oggetti vecchi e pieni di triste rassegnazione.

La città di Praga è raffigurata anche dall'esperienza personale dell'autore: 
L'autore segue con accuratezza i numerosi poeti e scrittori che hanno dato fama al Novecento e, attraverso numerose citazioni, parla, tra numerosi altri, di Alfred Kubin, di Jaroslav Seifert, di Franz Kafka e di Vladimír Holan esaltando quell'epoca come frutto di convivenza tra le più svariate culture (ebraica, ceca e tedesca) dove non mancano elementi di suggestione francesi, a partire da Apollinaire, e surrealiste, dove ogni tipo di arte si è sviluppata con grande originalità.
Ripellino nel suo excursus non dimentica le figure degli artisti e degli alchimisti di Rodolfo II come pure degli architetti del periodo della Controriforma, le passeggiate notturne di Kafka, le taverne de Il buon soldato Sveijk di Jaroslav Hašek, fino a ricordare i carnefici e tutti quei personaggi legati alla leggenda: figure queste ultime che ricorrono nel tempo come il pellegrino, il golem, l'astrologo che spesso si immedesima con la figura dell'alchimista.

## Giudizio della critica
Scrive Claudio Magris:
(Claudio Magris, Una promessa di felicità, in Corriere della Sera, 7 ottobre 1973)

## Edizioni
- Praga magica, collana Saggi, n. 514, Torino, Einaudi, 1973, ISBN 978-88-064-9171-0. Ripubblicato in Einaudi Tascabili, 1991-2017.
- Praga magica, collana Supercoralli. Serie i classici contemporanei, Torino, Einaudi, 2002, ISBN 978-88-0616-241-2.